# Laurence Fishburne
Laurence John Fishburne (* 30. červenec 1961 Augusta) je americký herec.
Proslavil se především rolí Morphea ve sci-fi trilogii Matrix, Perryho Whitea v supermanském snímku Muž z oceli či vyšetřovatele Raymonda Langstona v 9-11 sérii seriálu Kriminálka Las Vegas. Kasovním trhákem byl i snímek Mystic River z roku 2003. V Hollywoodu prorazil roku 1979 díky dramatu Francise Forda Coppoly z vietnamské války Apocalypse Now. Za roli Ike Turnera v životopisném snímku o zpěvačce Tině Turnerové What's Love Got to Do with It byl roku 1994 nominován na Oscara. Dvakrát získal televizní cenu Emmy, roku 1997 za televizní film Miss Evers' Boys, roku 1993 za seriál TriBeCa. V roce 1992 získal též divadelní cenu Tony za představení Two Trains Running. Ke krimi Once in the Life napsal scénář a celý film i režíroval.
V počátcích své kariéry vystupoval pod jménem Larry Fishburne. Je manželem herečky Giny Torresové, kterou poznal při natáčení druhé části Matrixu, The Matrix Reloaded.